# Dachstadt
Dachstadt ist ein Gemeindeteil des Marktes Igensdorf im Landkreis Forchheim (Oberfranken, Bayern).

## Geografie
Das im Erlanger Albvorland gelegene Dorf befindet sich etwa eineinhalb Kilometer nordwestlich von Igensdorf auf 344 m ü. NHN.

## Geschichte

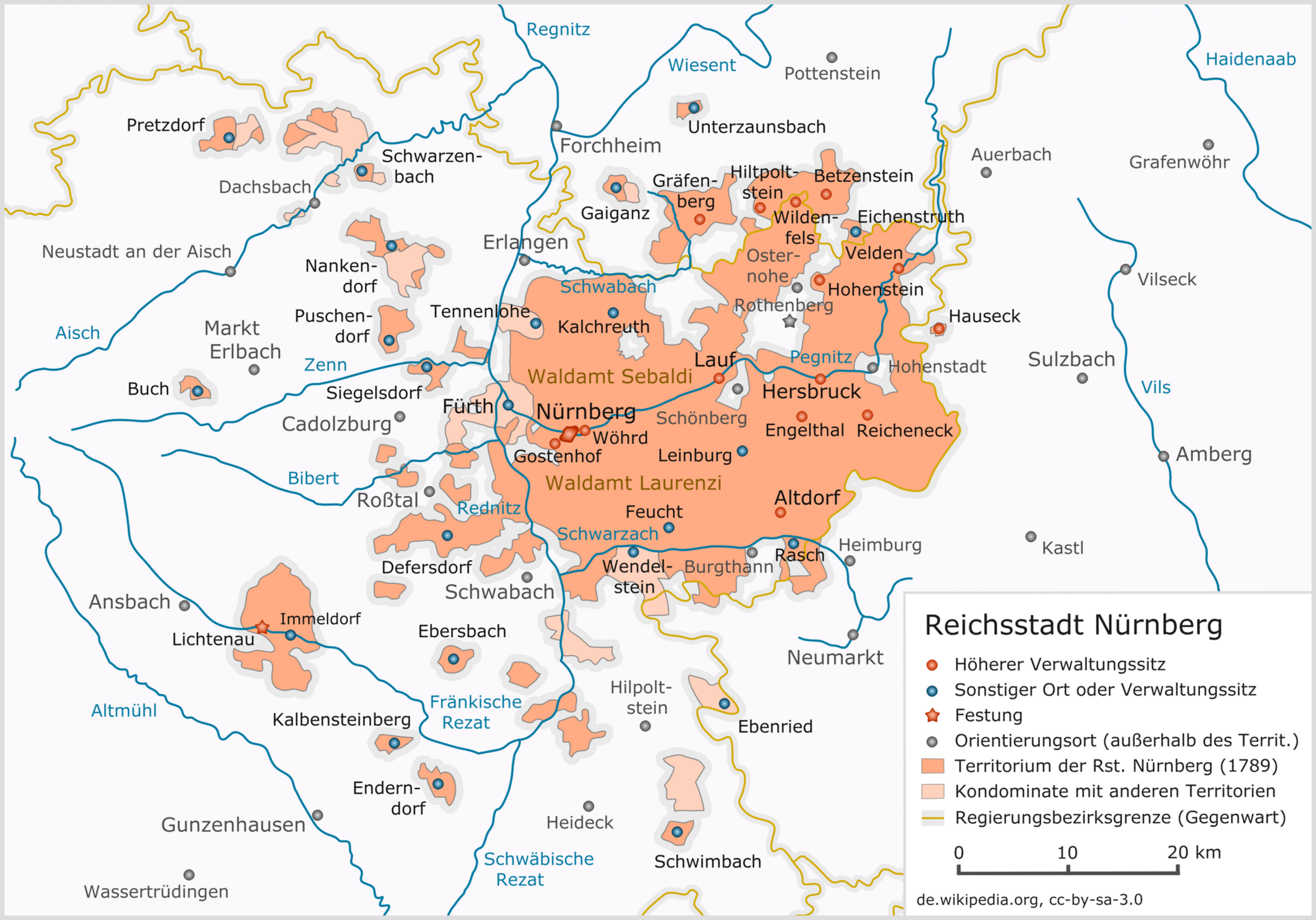
Das Landgebiet der Reichsstadt Nürnberg

Die erste urkundliche Erwähnung von Dachstadt war 1313 als „Dachstet“. Eine Verbindung zu dem Personennamen Dago wie Dagobert ist eher unwahrscheinlich. Im Jahr 1516 wurde der Ort als „Dachstetten“ bezeichnet und im folgenden Jahr als „Dachstatt“.
Im Spätmittelalter gelangte Dachstadt in den Besitz der Reichsstadt Nürnberg und gehörte damit zur sogenannten Alten Landschaft des nürnbergischen Landgebietes. Die Hochgerichtsbarkeit übte bis zum Beginn des 19. Jahrhunderts das Pflegamt Hiltpoltstein aus, die Dorf- und Gemeindeherrschaft hatte das ebenfalls nürnbergische Pflegamt Gräfenberg inne. Eine tiefgreifende Veränderung für Dachstadt ergab sich im Jahr 1806, als die Reichsstadt Nürnberg unter Bruch der Reichsverfassung vom Königreich Bayern annektiert wurde. Zusammen mit dem verbliebenen reichsstädtischen Landgebiet wurde Dachstadt bayerisch.
Durch die Verwaltungsreformen zu Beginn des 19. Jahrhunderts im Königreich Bayern wurde Dachstadt mit dem Zweiten Gemeindeedikt im Jahr 1818 eine Ruralgemeinde, zu der das Dorf Letten und die beiden damaligen Einöden Bodengrub und Lettenmühle gehörten. Mit der Gebietsreform in Bayern wurde die Gemeinde Dachstadt am 1. Januar 1972 nach Igensdorf eingemeindet.

## Verkehr
Die Anbindung an das öffentliche Straßennetz wird durch die Staatsstraße St 2236 hergestellt, die aus dem Südosten von Igensdorf kommend in nordwestlicher Richtung nach Walkersbrunn weiterführt. Von dieser zweigt in Dachstadt eine Gemeindeverbindungsstraße ab, die durch die beiden Nachbarorte Lettemmühle und Letten zu dem etwa einen Kilometer entfernten Bodengrub führt, wo sie als Sackgasse endet.

## Baudenkmäler

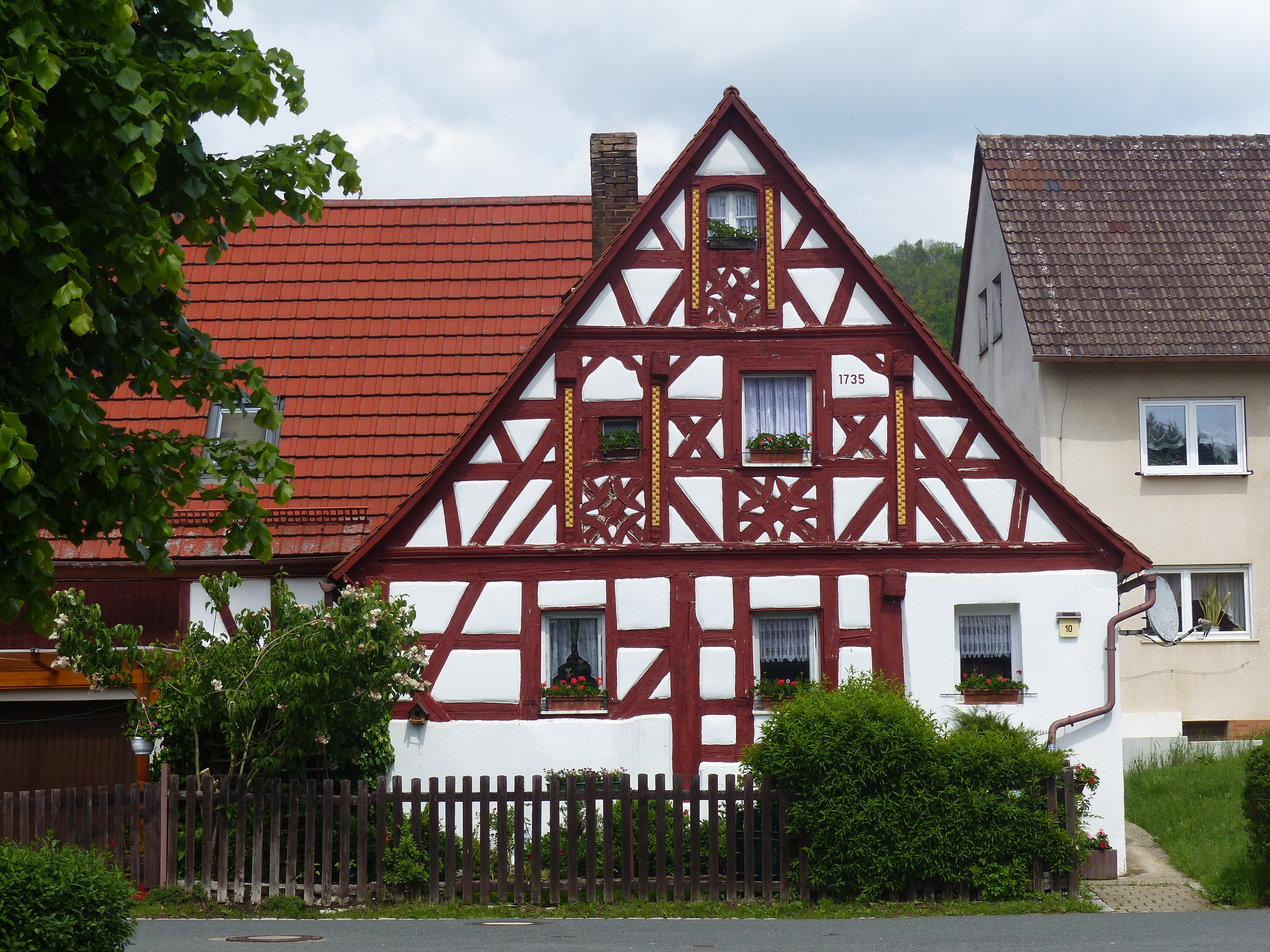
Aus der ersten Hälfte des 18. Jahrhunderts stammendes Bauernhaus in Dachstadt

In Dachstadt befinden sich drei Bauernhäuser und zwei Scheunen als denkmalgeschützte Bauwerke.